# Pedunculus major
Pedunculus major är en stekelart som beskrevs av Henry Keith Townes, Jr. 1969. Pedunculus major ingår i släktet Pedunculus och familjen brokparasitsteklar. Inga underarter finns listade i Catalogue of Life.